# Lecane depressa
Lecane depressa är en hjuldjursart som först beskrevs av David Bryce 1891.  Lecane depressa ingår i släktet Lecane och familjen Lecanidae. Arten är reproducerande i Sverige. Inga underarter finns listade i Catalogue of Life.